# 2e Pantserleger
Het 2e Pantserleger (Duits: 2. Panzerarmee of beter Panzerarmee-Oberkommando 2) was een Duits pantserleger in de Tweede Wereldoorlog. Het 2e Pantserleger was voornamelijk in actie aan het oostfront, met een onderbreking in 1943/44 in Joegoslavië, maar in herfst 1944 kwam het pantserleger terug aan het (intussen ook in Joegoslavië aangekomen) front.

## Krijgsgeschiedenis

### Panzergruppe 2 – 1941

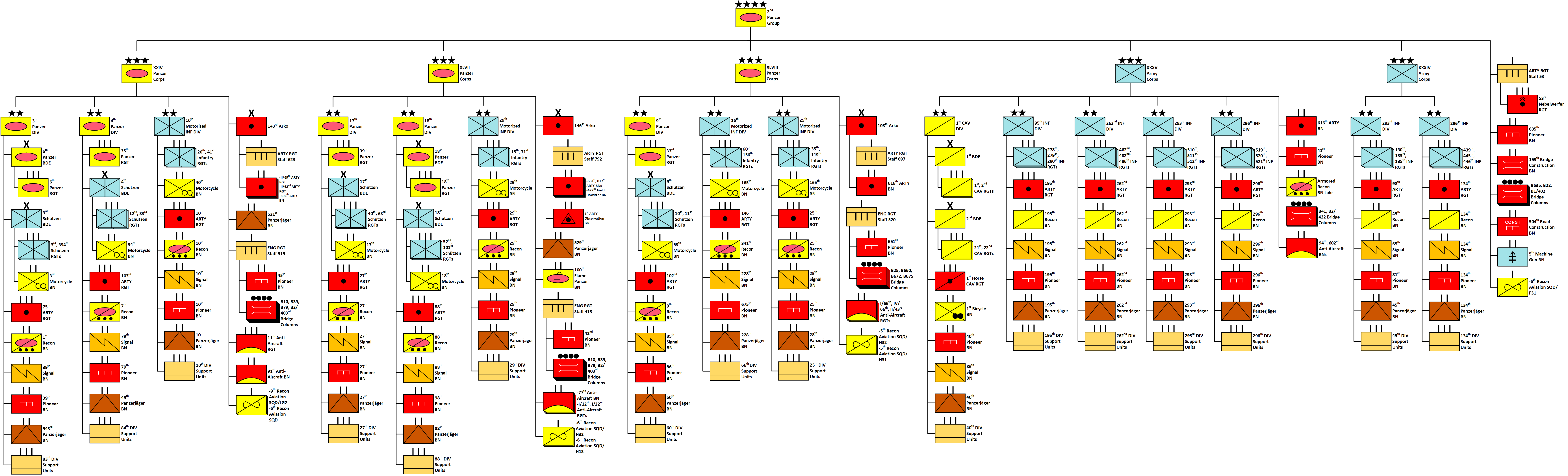
Slagorde van Panzergruppe 2 voor het begin van Operatie Taifun, 27 september 1941

Op 16 november 1940 werd Panzergruppe Guderian in Berlijn omgevormd in Panzergruppe 2.
Bij het begin van Operatie Barbarossa vanaf 22 juni 1941 brak de Panzergruppe door de Sovjet-grensposities. Na het veroveren van Brest-Litovsk, vocht de Panzergruppe in de regio Pripjat ten oosten van Brest. Dit werd gevolgd door de omsingelingsslag om Slag om Białystok-Minsk. Van 28 juli 1941 tot 22 augustus 1941 stond de staf ook wel bekend als Armeegruppe Guderian, aangezien een deel van de infanteriekorpsen van het 4e Leger onder bevel gesteld waren. De Berezina werd overgestoken bij Babroejsk en Borisov en de Dnjepr bij Mogilev. Na de Slag om Smolensk moest Panzergruppe 2 afzien van verder oprukken richting Moskou. Ze werd gehergroepeerd en naar het zuiden gedraaid om deel te nemen aan de Slag om Kiev. Panzergruppe 2 stak op 9 september de Sejm over en bereikte een dag later Romny. Bij Lochvytsja werd op 15 september de verbinding met Panzergruppe 1 tot stand gebracht en werd de ring rond het Sovjet Zuidwestelijk Front gesloten. Na de hergroepering in het Glukhov-gebied volgde begin oktober Operatie Taifun.
De Panzergruppe 2 werd op 5 oktober 1941 rond Glukhov omgedoopt in 2e Pantserleger.

### 2e Pantserleger

#### Oostfront 1941/43
Het pantserleger rukte op richting Brjansk en Orjol. Met de eerste vormde het de zuidelijke tang voor de omsingelingslag rond deze stad. Met de opmars richting Orjol was de hoofdrichting Moskou ingezet. Na de vernietiging van de Sovjettroepen rond Brjansk werd  de opmars voortgezet, tot de modderperiode aanbrak. Pas na afloop hiervan rukte het pantserleger verder op, richting Toela en oostelijk van deze stad voorbij richting Moskou. Maar de Duitsers werden tot staan gebracht begin december 1941. Door het Sovjet-tegenoffensief werd het pantserleger teruggeworpen op de lijn Kirov – Bolchov – Mtsensk. Op 18 april 1942 volgden verdedigende gevechten in de regio ten noordoosten van Orjol en ten westen en noordwesten van Soechinitsji. Tot de zomer van 1943 volgden defensieve veldslagen in het gebied van Heeresgruppe Mitte, ook ten noorden van Bolchov in juli 1942. 
In juli 1943 was het 2e Pantserleger niet direct betrokken bij het Duitse offensief bij Koersk, maar vormde voor het 9e Leger de noordelijke flankdekking van het offensief. Tegen 12 juli was het offensief aan dit front doodgelopen. Nu lanceerden de Sovjets hun tegenoffensief, Operatie Koetoezov, ter bevrijding van de saillant rond Orjol. De eenheden van het Rode Leger drongen snel door tot de zwakke Duitse linies van het 2e Pantserleger en bereikten een onmiddellijke penetratie van ongeveer 20 kilometer. Er bestond dus het risico van een doorbraak in de richting van Orjol en de omsingeling van het 9e Leger. De enige optie die overbleef voor de Duitse troepen was om de aanval richting van Koersk onmiddellijk af te breken en zoveel mogelijk troepen naar het noorden te verplaatsen. De frontboog van Orjol werd begin augustus 1943 verlaten.

#### Joegoslavië 1943/44
Het 2e Pantserleger werd medio augustus 1943 van het oostfront teruggetrokken en overgebracht naar de Balkan. Daar was het pantserleger verantwoordelijk voor het ontwapenen van de Italiaanse eenheden in Joegoslavië. Vervolgens voerde het pantserleger voortdurend gevechten met de Joegoslavische partizanen.

#### Weer aan het front 1944/45
Eind september 1944 lanceerde het Rode Leger zijn Belgrado-offensief en het 2e Pantserleger kwam hierdoor weer aan het front. Maar in het achterland was het nog steeds in gevecht met de partizanen en moest ook de Dalmatische kust ontruimen. Het pantserleger bewoog met de oprukkende Sovjets mee naar het noorden. Tussen eind november 1944 en begin maart 1945 waren er verdedigingsgevechten tussen het Balatonmeer en de Drau. Tijdens Operatie Frühlingserwachen in maart 1945 voerde het 2e Pantserleger een nevenaanval uit in het Nagybajom-gebied in de richting van Kaposvár. Deze Operatie Eisbrecher kon het Sovjet-front niet significant binnendringen en werd na enkele dagen gestaakt. In het daaropvolgende Sovjet Weense Offensief vanaf medio maart moest het 2e Pantserleger zich via West-Hongarije en Stiermarken terugtrekken naar Karinthië. 
Op 8 mei 1945 capituleerde het 2e Pantserleger in Karinthië.

## Commandanten
| Rang                                                          | Naam                   | Begin            | Eind             |
| ------------------------------------------------------------- | ---------------------- | ---------------- | ---------------- |
| Generaloberst                                                 | Heinz Guderian         | 16 november 1940 | 25 december 1941 |
| General der Panzertruppe Generaloberst (vanaf 1 januari 1942) | Rudolf Schmidt         | 25 december 1941 | 11 april 1943    |
| General der Infanterie                                        | Erich-Heinrich Clößner | 11 april 1943    | 6 augustus 1943  |
| Generaloberst                                                 | Walter Model           | 6 augustus 1943  | 14 augustus 1943 |
| General der Infanterie Generaloberst (vanaf 1 april 1944)     | Dr. Lothar Rendulic    | 14 augustus 1943 | 24 juni 1944     |
| General der Gebirgstruppe                                     | Franz Böhme            | 24 juni 1944     | 18 juli 1944     |
| General der Artillerie                                        | Maximilian de Angelis  | 18 juli 1944     | 8 mei 1945       |